# Línia 5 de l'autobús urbà de Girona
La línia L5 o línia Germans Sàbat - Ramon Folch (Jutjats) - Sant Narcís - Vilablareix - Aiguaviva, és una línia d'autobús urbà regular de la ciutat de Girona integrada a la Zona 1 de l'ATM de l'Àrea de Girona, gestionada per l'empresa TMG SAU. Aquesta uneix Aiguaviva, Vilablareix i Girona, travessant les ciutats de sud a nord.

## Horaris
| L5                        | Primer servei    | Primer servei | Primer servei  | Primer servei              | Primer servei    | Darrer servei    | Darrer servei | Darrer servei  | Darrer servei              | Darrer servei    |
| L5                        | A: Germans Sàbat | A: Aiguaviva  | A: Vilablareix | A: Hospital Santa Caterina | A: Plaça de Salt | A: Germans Sàbat | A: Aiguaviva  | A: Vilablareix | A: Hospital Santa Caterina | A: Plaça de Salt |
| Feiners (Excepte agost)   | 06:55            | 07:00         | 07:00          | 07:15                      | -                | 21:25            | 20:30         | 21:30          | 21:45                      | -                |
| Dissabtes (Excepte agost) | 06:55            | 12:30         | 07:00          | -                          | -                | 21:25            | 21:30         | 21:30          | -                          | -                |
| Feiners (Agost)           | 06:55            | 07:00         | 07:00          | 08:00                      | -                | 21:25            | 20:30         | 21:00          | 21:30                      | -                |
| Dissabtes (Agost)         | 06:55            | 12:30         | 07:00          | -                          | 13:30            | 20:55            | 21:30         | 21:30          | -                          | 21:00            |
| Diumenges i Festius       | 09:55            | 21:30         | 15:30          | -                          | 10:30            | 20:55            | 21:30         | 21:30          | -                          | 20:30            |

## Recorregut i parades
| Codi  | Parada                          | Correspondència      | Altres |
| ----- | ------------------------------- | -------------------- | ------ |
| 15000 | C/ Circumval·lació (Aiguaviva)  |                      |        |
| 15004 | Ctra. GI-533 (Aiguaviva)        |                      |        |
| 15350 | Pol. Industrial (Aiguaviva)     |                      |        |
| 15351 | Pol. Industrial (Aiguaviva)     |                      |        |
| 15002 | Pol. Industrial (Aiguaviva)     |                      |        |
| 15277 | Pl. Pau Casals (Vilablareix)    |                      |        |
| 15352 | C/ Crosa (Vilablareix)          |                      |        |
| 15046 | Dipòsit Municipal de Vehicles   |                      |        |
| 15050 | C/ Sta. Coloma, 79              |                      |        |
| 15049 | C/ Sta. Coloma, 55              |                      |        |
| 15245 | Hospital Santa Caterina         | L4 L9                |        |
| 16213 | Pl. de Salt                     |                      |        |
| 15245 | Can Pau Birol                   |                      |        |
| 15237 | C/ Empúries, 10                 |                      |        |
| 15076 | Pl. Empúries                    |                      |        |
| 15075 | C/ Tarragona                    |                      |        |
| 15231 | Av. Hispanitat                  |                      |        |
| 15017 | Pl. Assumpció                   |                      |        |
| 15173 | Rbla. Catalunya                 |                      |        |
| 15197 | Av. St. Narcís, 35              | L4 L7                |        |
| 15328 | Av. St. Narcís, 5               | L4 L7                |        |
| 15027 | Av. Sta. Eugènia, 19 (La Punxa) | L3 L4 L7             |        |
| 15224 | Pl. Poeta Marquina              | L3 L4 L7             |        |
| 15182 | Gran Via Jaume I (Generalitat)  | L1 L2 L7 L11         |        |
| 15344 | Gran Via Jaume I - C/ Nou       | L1 L2 L6 L11         |        |
| 15115 | Av. Ramon Folch (Jutjats)       | L1 L2 L6 L11 L12 L16 |        |
| 15203 | Pg. Devesa - Av. de França      | L2 L6 L12            |        |
| 15160 | Sant Ponç                       | L2 L6 L12            |        |
| 15031 | Pont de la Barca                |                      |        |
| 15199 | Rbla. Xavier Cugat              |                      |        |
| 15202 | Rotonda Taialà                  |                      |        |
| 15210 | C/ Carles Riba i Bracons, 2     |                      |        |
| 15373 | C/ Carles Riba i Bracons, 4     |                      |        |
| 15374 | C/ Carles Riba i Bracons, 24    |                      |        |
| 15376 | Rbla. Tete Montoliu             |                      |        |
| 15375 | C. Josep M. Prat                |                      |        |
| 15132 | Pl. Germans Sàbat               |                      |        |

| Codi                           | Parada                             | Correspondència      | Altres |
| ------------------------------ | ---------------------------------- | -------------------- | ------ |
| 15178                          | Pl. Germans Sàbat                  |                      |        |
| 15133                          | C/ Josep M. Prat                   |                      |        |
| 15053                          | Escola Taialà                      |                      |        |
| 15051                          | Ctra. Taialà                       |                      |        |
| 15045                          | C/ Sant Gregori                    |                      |        |
| 15200                          | Rbla. Xavier Cugat                 |                      |        |
| 15201                          | Pont de la Barca                   |                      |        |
| 15166                          | Pg. Devesa - C/ Pont de la Barca   | L2 L6 L12            |        |
| 15204                          | Av. Ramon Folch, 9                 | L1 L2 L6 L11 L12 L16 |        |
| 15171                          | Pl. Marquès de Camps, 2            | L2 L3 L4 L7          |        |
| 15226                          | Av. Sta. Eugènia, 44 (La Punxa)    | L3 L4 L7             |        |
| 15029                          | Av. St. Narcís, 2                  | L4                   |        |
| 15325                          | Av. St. Narcís, 28                 | L4                   |        |
| 15198                          | Rbla. Catalunya                    |                      |        |
| 15349                          | Pl. Assumpció                      |                      |        |
| 15139                          | C/ Mare de Déu de la Salut         |                      |        |
| 15026                          | Parc Comtessa Ermessenda           |                      |        |
| 15028                          | Av. Sant Narcís - C/Bilbao         |                      |        |
| 15067                          | C/ Pau Birol                       |                      |        |
| 15246                          | Pl. de Salt                        |                      |        |
| Sentit Hospital Santa Caterina |                                    |                      |        |
| 16213                          | Hosiptal Sta. Caterina             | L4 L9                |        |
| Sentit Vilablareix             |                                    |                      |        |
| 15048                          | C/ Sta. Coloma - Pol. Mas Xirgu    |                      |        |
| 15326                          | C/ Sta. Coloma - Mossos d'Esquadra |                      |        |
| 15047                          | Dipòsit Municipal de Vehicles      |                      |        |
| 15280                          | Rotonda Camós (Vilablareix)        |                      |        |
| 15279                          | C/ Lluís Companys (Vilablareix)    |                      |        |
| -                              | Casa de la Vila (Vilablareix)      |                      |        |
| Sentit Aiguaviva               |                                    |                      |        |
| 15003                          | C/ Tarragona (Aiguaviva)           |                      |        |
| 15377                          | C/ Tarragona, 38 (Aiguaviva)       |                      |        |
| 15001                          | Pol. Industrial (Aiguaviva)        |                      |        |
| 15005                          | C/ Bellsolà (Aiguaviva)            |                      |        |
| -                              | C/ Circumval·lació (Aiguaviva)     |                      |        |